# Dysoxylum pettigrewianum
Dysoxylum pettigrewianum là một loài thực vật có hoa trong họ Meliaceae. Loài này được F.M.Bailey mô tả khoa học đầu tiên năm 1892.